# Hrabstwo Greene (Alabama)

Piramida wieku hrabstwa

Hrabstwo Greene – hrabstwo w stanie Alabama w USA. Populacja liczy 9045 mieszkańców (stan według spisu z 2010 roku). Nazwane  na cześć generała Nathanaela Greene'a.
Powierzchnia hrabstwa to 1709 km². Gęstość zaludnienia wynosi 5,4 osób/km².

## Miejscowości
- Eutaw
- Boligee
- Forkland
- Union